# Зелигман, Рафаэль
Рафаэль Зелигман ( 1875, Минск — 3 сентября 1943, Тель-Авив ) — немецкий публицист и переводчик.

## Биография
Его отец Яков Гилель Зелигман происходил из семьи раввинов, мать была сестрой известного еврейского поэта-публициста Иегалела. В период с 1900 по 1911 изучал философию в университетах Берна и Женевы. В 1911 получил степень доктора философии. До начала Первой мировой войны поселился в Берлине. Первоначально писал на немецком языке, публикуя философский и культурно-исторические статьи в немецких периодических изданиях. На идише его статьи были опубликованы в «Sozialistische Monatshefte» (1917, Берлин) и «Süddeutsche Montasheft» (1918, Мюнхен). После Первой мировой войны сотрудничал в различных периодических изданиях на идише: «Милгройм» (Берлин); «Дос найе лебн», «Цукунфт», «Тэолит» и «Фрайе арбетер штиме» (Нью-Йорк).

Перевёл на идиш «Ясность» А.Барбюса, «Иродиада» Г.Флобера, «Кармен» П.Мериме, «Могила еврея» Р.Хух, «Дао дэ цзин» Лао-цзы.
С приходом к власти нацистов эмигрировал в Эрец-Исраэль. Продолжил писать статьи на философские темы, которые были опубликованы в периодических изданиях на иврите: «Давар», «Хаолам», «Бустанай», «Гаарец» и «Мознаим».

## Произведения
- «Probleme des Judentums». R. Löwit, Wien 1919 [1]
- «Mensch und Welt. Versuch einer neuer Metaphysik auf erkenntnistheoretisch-psychologischer Grundlage». Welt-Verlag, Berlin, 1921.
- «Zur Psyche des russischen Volkes». Berlin, A. Seehof, 1921